# Lexie Kenny
Alexis (Lexie) Kenny is een voormalig tennisspeelster uit Australië. Na haar huwelijk met Kenneth Warren Crooke (in 1969 of 1970) speelde zij onder de naam Lexie Crooke of Lexie Kenny-Crooke.
In 1967 won Kenny het meisjestoernooi van het Australisch tenniskampioenschap.
Haar beste resultaat was de kwartfinale op het damesdubbelspeltoernooi van het Australian Open in 1969.

## Resultaten grandslamtoernooien
| Legenda | Legenda                          |
| ------- | -------------------------------- |
| g.t.    | geen toernooi gehouden           |
| l.c.    | lagere categorie                 |
| –       | niet deelgenomen                 |
| G       | uitgeschakeld in de groepsfase   |
| 1R      | uitgeschakeld in de eerste ronde |
| 2R      | uitgeschakeld in de tweede ronde |
| 3R      | uitgeschakeld in de derde ronde  |
| 4R      | uitgeschakeld in de vierde ronde |
| KF      | uitgeschakeld in de kwartfinale  |
| HF      | uitgeschakeld in de halve finale |
| F       | de finale verloren               |
| W       | het toernooi gewonnen            |
| w-v     | winst/verlies-balans             |

### Enkelspel
| toernooi        | 1966 | 1967 | 1968 | 1969 | 1970 |
| --------------- | ---- | ---- | ---- | ---- | ---- |
| Australian Open | 2R   | 2R   | 2R   | 1R   | –    |
| Roland Garros   | –    | –    | –    | –    | 1R   |
| Wimbledon       | –    | –    | –    | –    | 1R   |
| US Open         | –    | –    | –    | –    | –    |

### Vrouwendubbelspel
| toernooi        | 1969 | 1970 |
| --------------- | ---- | ---- |
| Australian Open | KF   | –    |
| Roland Garros   | –    | 2R   |
| Wimbledon       | –    | 2R   |
| US Open         | –    | –    |